# Brasilianisch-deutsche Beziehungen
Die Staaten Brasilien und Deutschland pflegen vielfältige und freundschaftliche Beziehungen. Mit Brasilien unterhält Deutschland seine einzige strategische Partnerschaft in Lateinamerika.
Seit 1867 sind deutsche Botschafter in Brasilien und seit 1868 brasilianische Botschafter in Deutschland akkreditiert. 1974 nahm Brasilien zudem diplomatische Beziehungen zur DDR auf.
In Brasilien leben einige Millionen Deutschbrasilianer, vor allem im Süden des Landes. Das dortige Oktoberfest Blumenau zählt mit jährlich etwa 600.000 Besuchern zu den größten Oktoberfesten außerhalb Deutschlands.

## Geschichte

### Bis 1900
Als erster Deutscher in Brasilien kann Johannes Varnhagen gelten, der einer der Astronomen in der Flotte von Pedro Álvares Cabral bei der portugiesischen Besitznahme Brasiliens im Jahr 1500 war. Hans Staden war im 16. Jahrhundert deutscher Soldat in portugiesischen Diensten und verfasste das erste Buch über Brasilien in deutscher Sprache (Warhaftige Historia, 1557).
Mit der Heirat zwischen dem portugiesischen Kronprinzen und späteren Kaiser von Brasilien, D. Pedro, und der österreichischen Erzherzogin Leopoldina im Jahr 1817 kamen auch deutsche Künstler, Handwerker und Wissenschaftler nach Brasilien, wohin sich das portugiesische Königshaus 1807 vor Napoleons Invasionsarmeen in Sicherheit gebracht hatte.
Die zweite deutsche Einwanderergruppe kam 1818, organisiert von Georg Anton Schäffer. Sie gründeten die erste deutsche Siedlung in Brasilien, Frankenthal, der 1820 das zunächst von Schweizern gegründete Nova Friburgo folgte.
Am 7. September 1822 erklärte D. Pedro Brasilien für unabhängig und wurde danach zum Kaiser von Brasilien ausgerufen. Seit 1820 war das Königreich Preußen durch seinen Konsul Carl Wilhelm Theremin in Rio de Janeiro vertreten. 1823 kam Georg Anton Schäffer als Bevollmächtigter des brasilianischen Kaisers nach Deutschland, um Siedler und Söldner anzuwerben. Daraufhin begann die Deutsche Einwanderung in Brasilien, u. a. aus dem Hunsrück und der Westpfalz.
Seit 1867 bzw. 1868 unterhalten beide Länder direkte diplomatische Vertretungen.

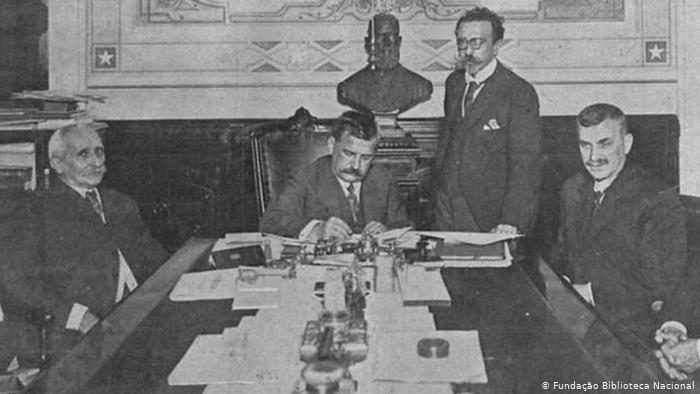
1917: Präsident Venceslau Brás unterschreibt die Kriegserklärung an das Deutsche Kaiserreich

### Seit 1900
Am 26. Oktober 1917 erfolgte die Kriegserklärung Brasiliens an Deutschland nachdem die deutsche Marine mehrere brasilianische Handelsschiffe versenkt hatte. Brasilien entsandt nur ein kleines Militärkontingent nach Europa.
Das autoritäre Estado-Novo-Regime der 1930er Jahre unter Getúlio Vargas näherte sich zunächst vorsichtig Nazideutschland an, da Deutschland nach den USA weiter der wichtigste Außenhandelspartner des Landes war. Jedoch rückte Brasilien nach dem Angriff auf Pearl Harbor und dem folgenden Kriegseintritt der USA stärker an die Alliierten heran, auf Grund seiner engen politischen und wirtschaftlichen Bindung an die USA. Nach der zunehmenden Versenkung unbewaffneter brasilianischer Schiffe durch deutsche U-Boote kam es nach den Angriffen von U 507 unter anderem auf die Baependi und ein Pilgerschiff zu gewaltsamen antideutschen Demonstrationen und am 22. August 1942 erfolgte die Kriegserklärung Brasiliens an Deutschland und Italien. Das Brasilianische Expeditionskorps bestand in Europa aus 25.000 Soldaten, die ab dem 2. Juli 1944 bis zum 6. Mai 1945 in Italien eingesetzt wurden. 463 Brasilianer kamen dabei ums Leben.
Im Zuge des als „Wirtschaftswunder“ bezeichneten Wiederaufstiegs der deutschen Wirtschaft nach dem Zusammenbruch Nazideutschlands erfolgte auch eine enorme Zunahme des bundesdeutschen Exports. Parallel zeigte auch die Wirtschaft Brasiliens Wachstum. Es folgten deutsche Investitionen in Brasilien, darunter 1953 die Gründung von Volkswagen do Brasil.
Im Rahmen der ersten Internationalen Bauausstellung 1957 entstand in Berlin das Oscar-Niemeyer-Haus, nach Plänen des brasilianischen Architekten Oscar Niemeyer, Enkel eines deutschstämmigen Brasilianers.

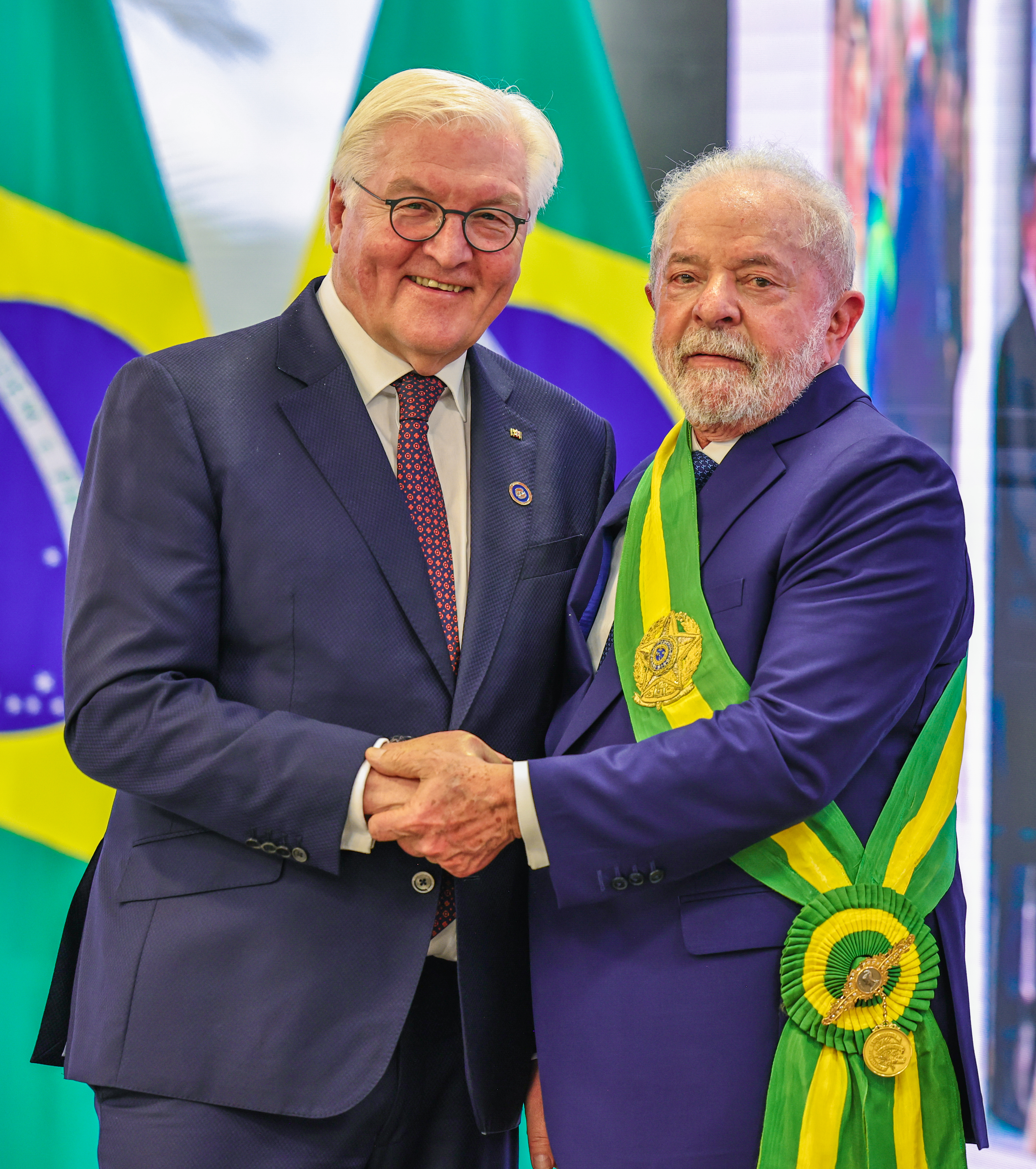
Bundespräsident Frank-Walter Steinmeier und der brasilianische Präsident Luiz Inácio Lula da Silva bei ihrem Treffen im Jahr 2023

Im weiteren Verlauf der brasilianischen Geschichte durchlief das Land eine Reihe innenpolitischer Krisen, konnte jedoch wirtschaftlich trotz aller Probleme weiter wachsen. Die Investitionen deutscher Unternehmen wuchsen dabei mit.
In Brasilien und Deutschland entwickelte sich seit den 1990er Jahren ein zunehmendes Selbstbewusstsein. In Brasilien war dies mit der Konsolidierung nach der Rückkehr zur Demokratie Mitte der 1980er Jahre verbunden, zudem profitierte das rohstoffreiche Land von der wachsenden Weltwirtschaft. Die Bundesrepublik Deutschland als Exportland profitierte ebenfalls von der wachsenden Weltwirtschaft, zudem hatte es nach der Wiedervereinigung 1990 an Fläche und Bevölkerung und damit auch an politischen Gewicht in der veränderten Weltlage nach dem Ende des Kalten Kriegs gewonnen. Seither streben beide Länder, zusammen in den G4-Staaten organisiert, eine Reform des UNO-Sicherheitsrats an, die ihnen beiden ständige Sitze im UN-Sicherheitsrat sichern soll.
Brasilien ist ein Partnerland der deutschen Entwicklungszusammenarbeit. Die Zusammenarbeit konzentriert sich auf den Schutz des Regenwaldes und den Aufbau erneuerbarer Energien. Das Portfolio der Projekte der deutschen Entwicklungszusammenarbeit in Brasilien hatte 2019 einen Gesamtwert von 1,76 Milliarden Euro.
Im Jahr 2015 nahmen beide Länder erstmals miteinander Regierungskonsultationen auf. Diese wurden während der Präsidentschaft von Jair Bolsonaro ausgesetzt, ehe Luiz Inácio Lula da Silva und Olaf Scholz im Jahr 2023 eine Wiederaufnahme jener Konsultationen ankündigten.

## Diplomatie

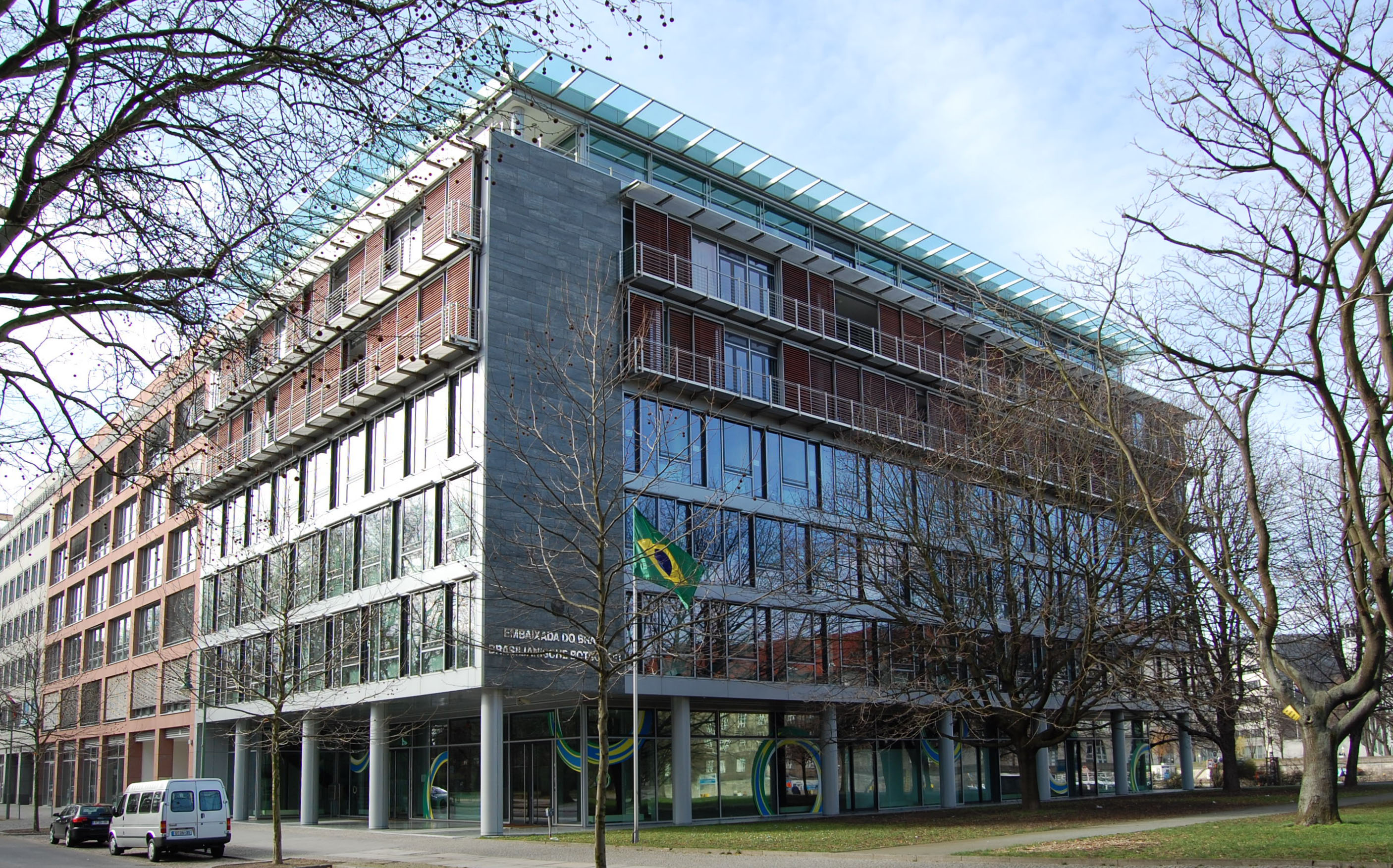
Hauptgebäude der Brasilianischen Botschaft in Berlin

Die Föderative Republik Brasilien ist in Deutschland mit der Brasilianischen Botschaft in Berlin vertreten, dazu sind brasilianische Generalkonsulate in Frankfurt am Main und München eingerichtet.
Brasilianische Honorarkonsulate bestehen dazu in Aachen, Bremen, Düsseldorf, Hamburg, Hannover, St. Leon-Rot und Stuttgart.
Die Bundesrepublik Deutschland unterhält mit der Deutschen Botschaft in Brasília seine offizielle Vertretung in Brasilien, daneben sind deutsche Generalkonsulate in Porto Alegre, Recife, Rio de Janeiro und São Paulo angesiedelt.
Deutsche Honorarkonsulate bestehen in Anápolis, Belém (Pará), Belo Horizonte, Blumenau, Campo Grande (São Paulo), Cuiabá, Curitiba, Fortaleza, Joinville, Manaus, Natal, Ribeirão Preto, Rolândia, Salvador, Santos und Vitória.

## Wirtschaft

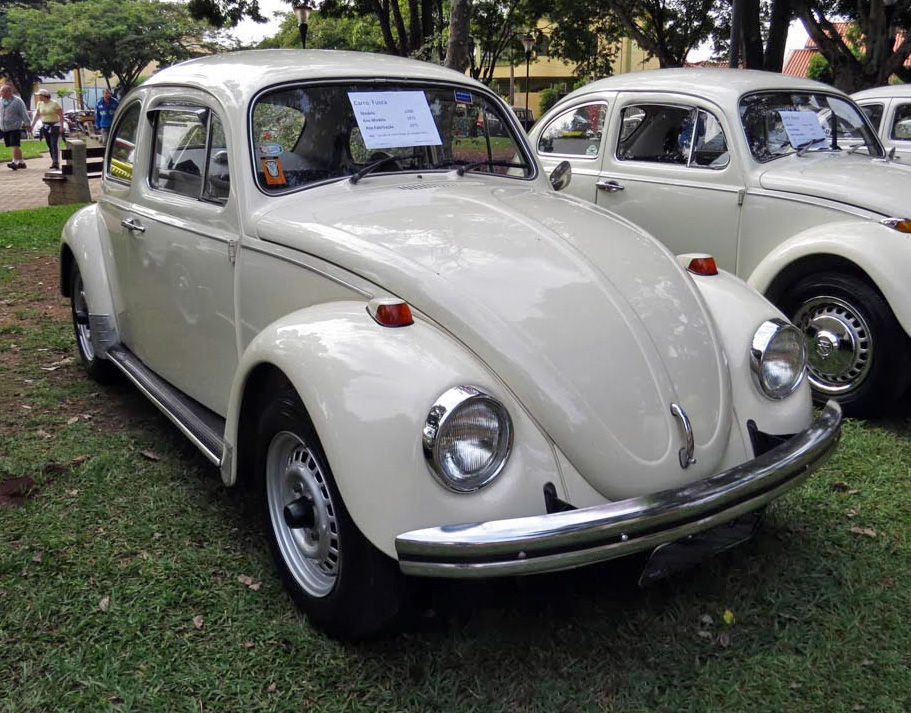
1972 gebauter Käfer (Fusca) von VW do Brasil

Trotz seiner innenpolitischen und wirtschaftlichen Krise seit 2012 ist Brasilien weiterhin Deutschlands wichtigster Handelspartner in Lateinamerika.
Deutschland exportierte 2015 Waren und Dienstleistungen im Wert von fast 10 Mrd. Euro nach Brasilien, von wo es etwa im Wert von 8,5 Mrd. Euro importierte. Aus Brasilien bezieht die Bundesrepublik vor allem Eisenerz, Soja und Sojaprodukte, Kaffee und Kaffeeprodukte, Autoteile, Zivilflugzeuge, Maschinen, Fleisch, Kupfer und Rohöl. Nach Brasilien exportiert Deutschland vor allem Maschinen, Autos und Autoteile, chemische Grundstoffe, pharmazeutische Produkte, Elektrotechnik und Metallwaren.
Zudem sind über 1.300 deutsch-brasilianische Unternehmen dort selbst tätig, davon allein etwa 900 in São Paulo. Damit gehört die Stadt zu den bedeutendsten deutschen Wirtschaftsstandorten überhaupt. Die deutsch-brasilianischen Unternehmen beschäftigen zusammen etwa 250.000 Menschen, darunter Volkswagen do Brasil mit 22.000 Mitarbeitern. Die deutschen Direktinvestitionen betrugen im Jahr 2014 trotz Krise noch etwa 1 Mrd. Euro. Der Gesamtbestand der deutschen Investitionen in Brasilien wird heute auf über 20 Mrd. Euro geschätzt (Stand Ende 2016).
Für Brasilien rangierte Deutschland 2015 an dritter Stelle der Lieferländer und an fünfter Stelle bei den Abnehmerländern. Aus deutscher Sicht stand Brasilien im gleichen Zeitraum auf Rang 24 bei den Einfuhren und auf Rang 26 bei den Ausfuhren.
In Brasilien sind die Deutschen Auslandshandelskammern (AHK) mit drei Büros präsent. Neben Porto Alegre und Rio de Janeiro ist vor allem die AHK in São Paulo zu nennen, die zudem zwei Filialen (in Curitiba und Blumenau) und sieben Nebenstellen im Land verteilt unterhält. Auch die Bundesagentur Germany Trade and Invest ist in Brasilien aktiv.
Seit Anfang der 1980er Jahre finden mit den jährlichen Deutsch-Brasilianischen Wirtschaftstagen Treffen zwischen den Industrieverbänden beider Länder statt.

## Einreise, Besteuerung und Sozialversicherung
Deutsche Staatsbürger können zu touristischen oder geschäftlichen Zwecken, für längstens 90 Tage, visumfrei nach Brasilien einreisen. Ähnliche frühere Regelungen wurden abgelöst durch das seit dem 1. Oktober 2012 gültige Einreiseabkommen zwischen der EU und Brasilien.
Bereits seit 1956, zuletzt geregelt am 1. Januar 2009 (Änderung von § 16 AufenthV), können brasilianische Staatsangehörige visumfrei nach Deutschland einreisen, nicht jedoch zu Erwerbszwecken.
Ein deutsches Doppelbesteuerungsabkommen mit Brasilien wird bereits lange gefordert, ist aber weiterhin nicht in Sicht.
Am 3. Dezember 2009 wurde das „deutsch-brasilianische Abkommen über Soziale Sicherheit“ abgeschlossen. Das am 1. Mai 2013 in Kraft getretene Abkommen regelt insbesondere die Versicherungspflicht für entsandte Arbeitnehmer, die Zusammenrechnung von Versicherungszeiten und den Export von Leistungen. Das Abkommen enthält länderspezifische Besonderheiten, wurde generell aber in Anlehnung an die Regelungen zur sozialen Sicherheit gestaltet, die auch innerhalb der EU/EWR-Staaten sowie in der Schweiz gelten (VO (EWG) Nr. 1408/71 bzw. (EG) 883/2004).

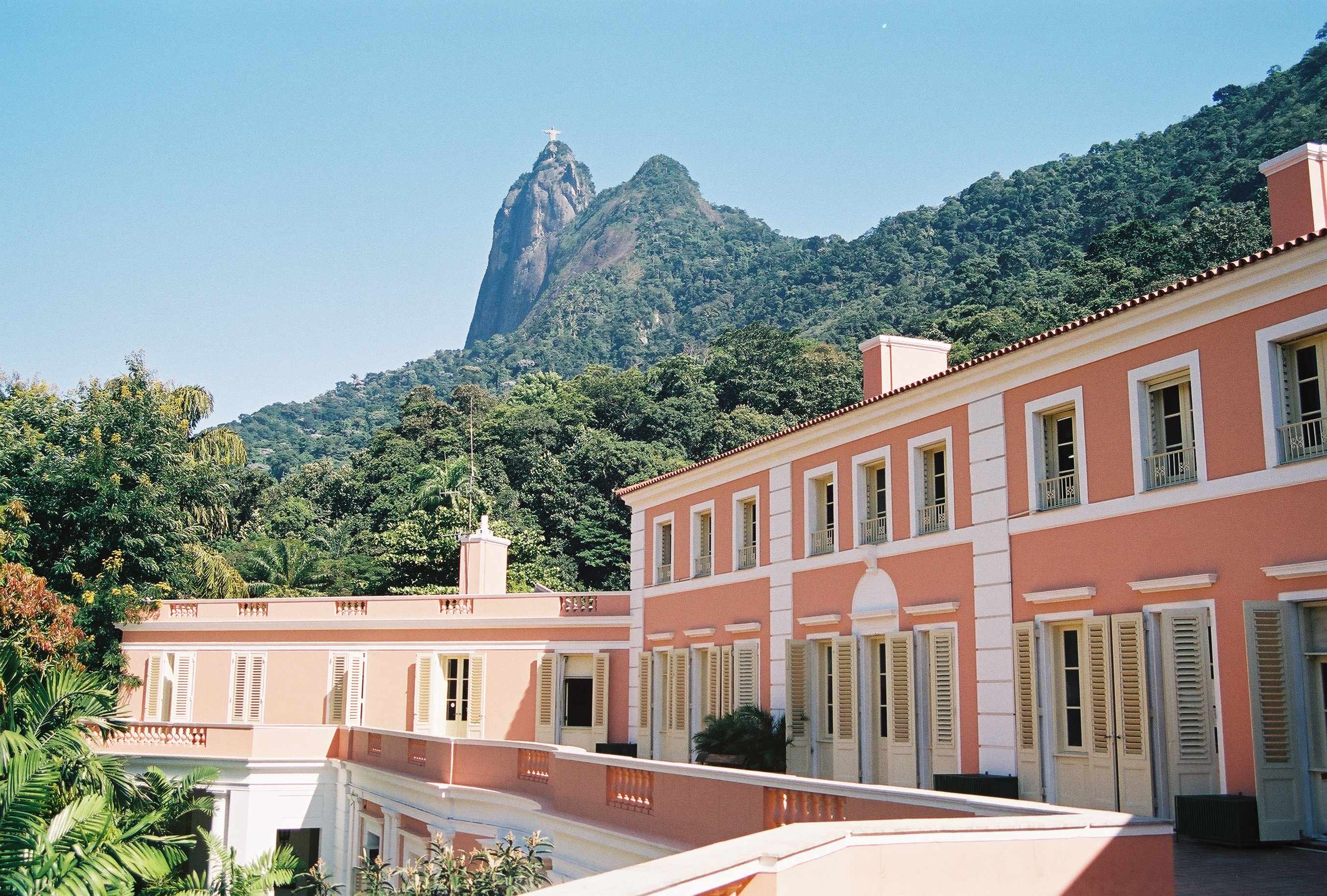
Die Deutsche Schule am Corcovado in Rio de Janeiro

## Bildung
Es existieren acht deutsche Schulen in Brasilien, darunter die Deutsche Schule Rio de Janeiro und das Colégio Humboldt São Paulo. Das Colégio Visconde de Porto Seguro gilt sogar als größte aller Deutschen Auslandsschulen.
Es herrscht ein reger Austausch zwischen Studenten und Hochschulen beider Länder. Beispielsweise sind im Jahr 2015 über den Deutschen Akademischen Austauschdienst 812 deutsche Studenten mit einem DAAD-Stipendium nach Brasilien, und 4.909 brasilianische Studenten nach Deutschland gekommen.

## Kultur

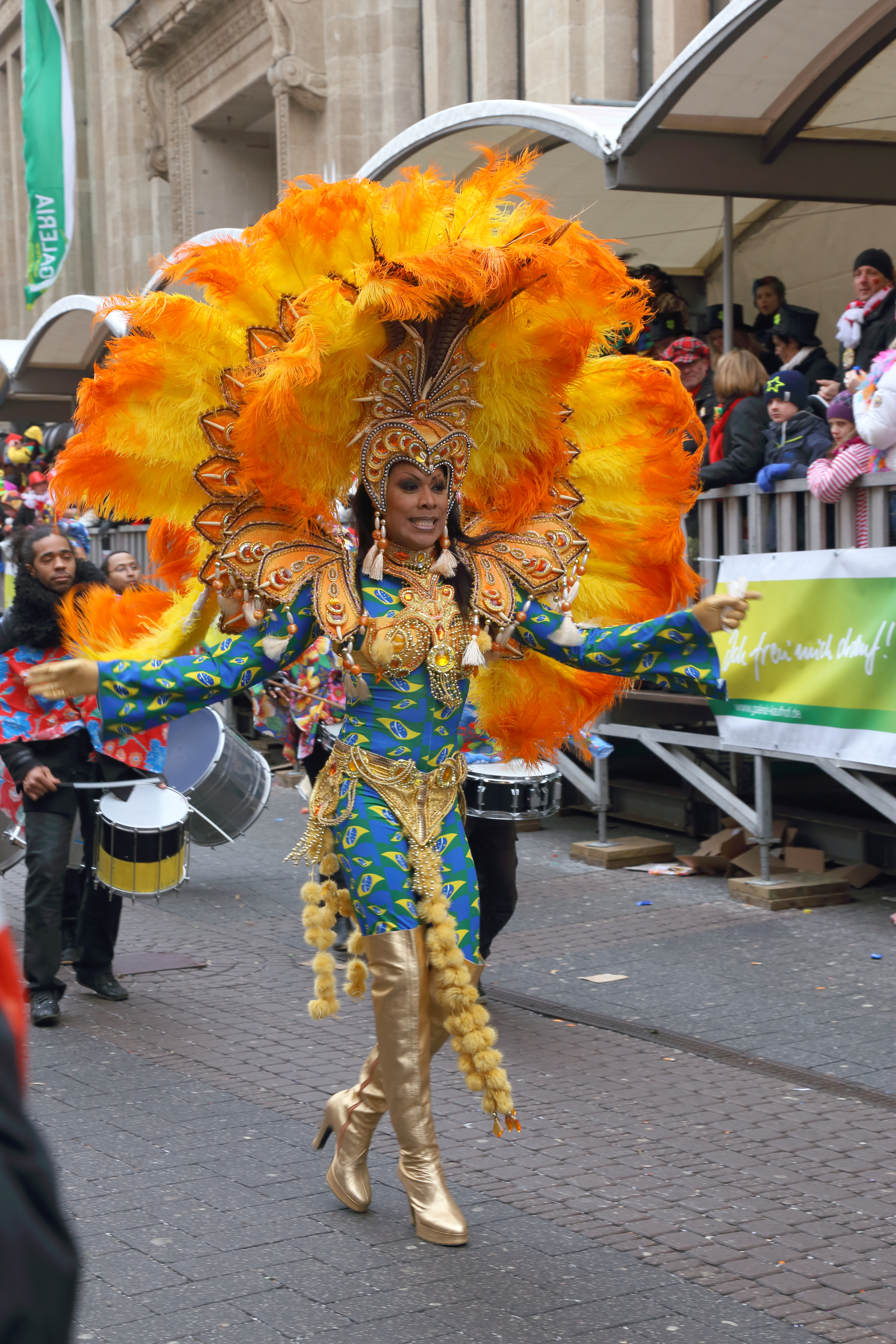
Sambatänzerin beim Kölner Rosenmontagszug (2013)

Das Goethe-Institut unterhält Einrichtungen an vier Standorten in Brasilien: Porto Alegre, Rio de Janeiro, Salvador und São Paulo.
An vielen deutschen Karnevalsumzügen nehmen auch Samba-Tanzgruppen teil. Es gibt auch brasilianische Feste in Deutschland, von denen das Samba-Festival Coburg als größtes gilt.
In Deutschland werden an vielen privaten Einrichtungen Capoeira-, Sambatanz- und auch Brazilian-Jiu-Jitsu-Kurse gegeben.
In Brasilien gibt es einige Oktoberfeste (auch Festa da cerveja), von denen das in Blumenau am bekanntesten ist, aber auch Igrejinha und Santa Cruz do Sul sind zu nennen.
Das 1959 gegründete Museu histórico Visconde de São Leopoldo befasst sich mit der deutschen Einwanderung und Kolonisation in Südbrasilien. 

### Musik
In Deutschland ist die Brasilianische Musik relativ bekannt, insbesondere Sambamusik, Bossa Nova und gelegentlich auch Baile-Funk. 2011/2012 war Michel Telós Hit Ai Se Eu Te Pego! auch in Deutschland allgegenwärtig. Vergleichbares war zuletzt mit dem Welthit Lambada 1989/1990 der Fall. Das bekannteste brasilianisches Lied dürfte jedoch auch in Deutschland The Girl from Ipanema sein, neben Chico Buarques Samba A Banda, das hier ab 1968 vor allem in der deutschsprachigen Version von France Gall als Zwei Apfelsinen im Haar bekannt wurde.
Als bekanntester brasilianischer Komponist klassischer Musik kann auch in Deutschland Heitor Villa-Lobos gelten, von dem eine Vielzahl Werke in Deutschland aufgeführt und als Tonträger veröffentlicht wurden.

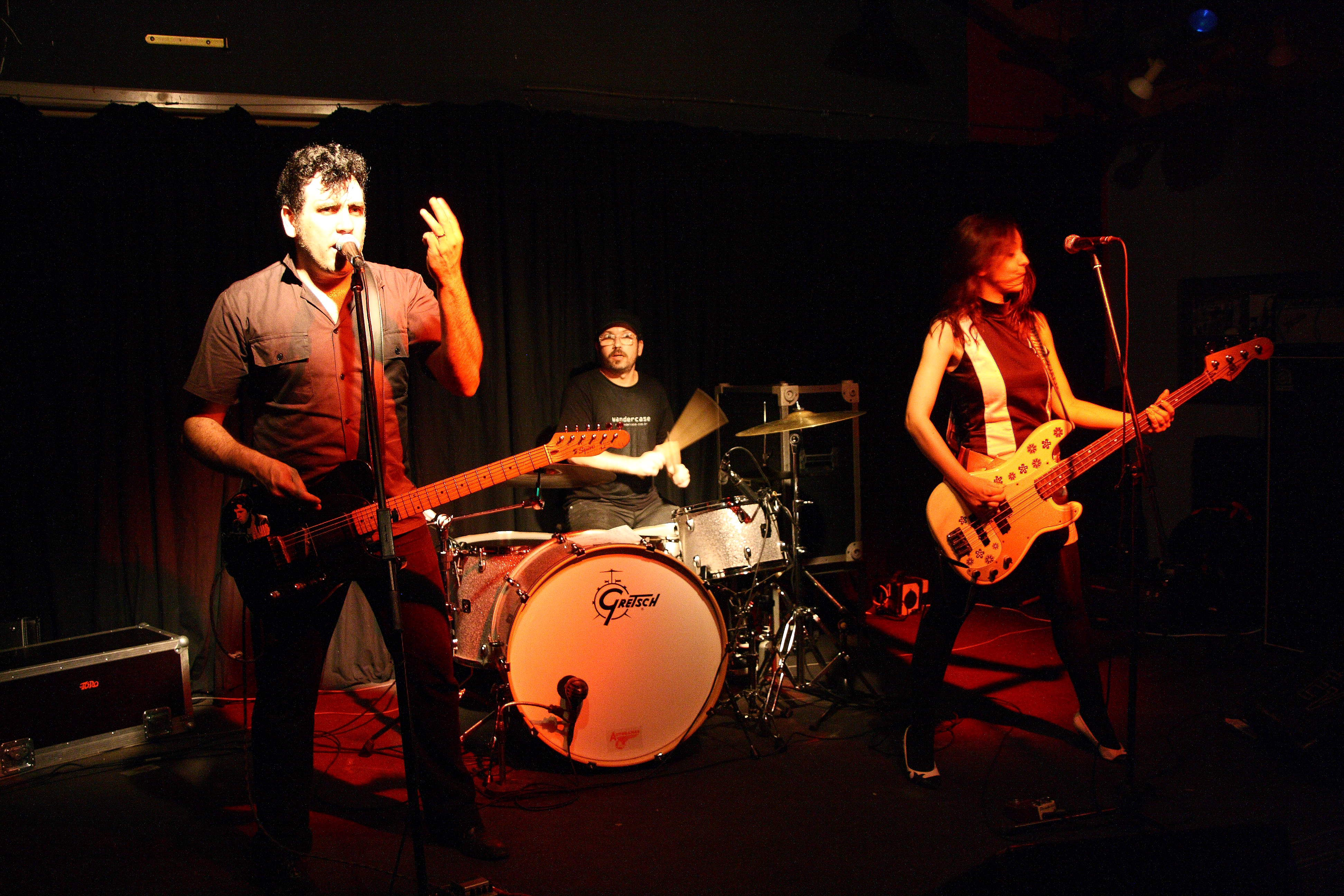
Die Autoramas 2010 in Weikersheim

Einen regen Austausch mit Deutschland gibt es insbesondere in der brasilianischen Punkszene. So unterhalten die brasilianische Hardcore-Punk-Gruppe Agrotóxico und die deutsche Punkband Rasta Knast eine lange Freundschaft, die sie bereits mehrmals auf gemeinsame Touren durch beide Länder führten. Auch die wichtigsten brasilianischen Punkbands wie Ratos de Porão, Cólera oder Olho Seco waren schon in Deutschland auf Tour, ebenso die traditionsreiche Oi/Streetpunk-Band Garotos Podres, die 1995 hier auch eine EP veröffentlichten. Flicts, Sick Terror oder Autoramas sind weitere Bands, die hier auch Tonträger veröffentlichten und Deutschland schon häufig besucht haben. Unter den deutschen Punkbands, die bereits in Brasilien spielten, können Die Ärzte und die Terrorgruppe als bekannteste Namen gelten.
International bekannt ist die Metal-Szene Brasiliens. Bekanntester Name dürfte Sepultura sein, die schon mehrmals in Deutschland zu Gast waren. Seit 2010 sind sie beim deutschen Label Nuclear Blast unter Vertrag. Sarcófago, Soulfly, Viper oder Vulcano sind einige der vielen, auch in der deutschen Metalszene bekannten Namen aus Brasilien.

### Film und Fernsehen
Deutsche Filme kommen nur selten in die brasilianischen Kinos. Nur wenig häufiger werden brasilianische Filme in deutschen Kino gezeigt. Zu den bekanntesten brasilianischen Filmen zählen hier der Klassiker Orfeu Negro (1959), der auch auf der Berlinale 1998 ausgezeichnete Central Station, der gleichermaßen erfolgreiche wie wegweisende City of God (2002), die internationale Produktion Die Stadt der Blinden (2008) und der umstrittene Tropa de Elite, der 2008 in Berlin mit einem Goldenen Bären ausgezeichnet wurde.
Unter Cineasten ist in Deutschland das Cinema Novo, der neue brasilianische Film, ein Begriff. Als wichtigster Regisseur gilt Glauber Rocha (1938–1981), bekanntestes Werk des Cinema Novo dürfte der auch in Deutschland veröffentlichte Film Macunaíma aus dem Jahr 1969 sein.
Zu den bekanntesten deutschen Filmen, die in Brasilien spielen, zählt Fitzcarraldo (1981) des Regisseurs Werner Herzog, mit Klaus Kinski und Claudia Cardinale in den Titelrollen.
Im Jahr 2013 thematisierte Die andere Heimat – Chronik einer Sehnsucht die Deutsche Einwanderung nach Brasilien. 2016 erschien mit Vor der Morgenröte ein deutsch-französisch-österreichischer Film über das brasilianische Exil des österreichischen Literaten Stefan Zweig.
Zu den ersten Telenovelas, die aus Brasilien nach Deutschland kamen, zählt die wegweisende Fernsehserie Die Sklavin Isaura.

## Medien

Kopfzeile der Brasil-Post

In Deutschland erscheinen mit dem Brazine, den Tópicos der Deutsch-Brasilianischen Gesellschaft und den halbjährlichen Brasilien-Nachrichten drei Zeitschriften rund um Brasilien.
Von 1950 bis 2012 erschien in Brasilien die Brasil-Post, eine deutschsprachige Wochenzeitung der Deutschbrasilianer.

## Sport

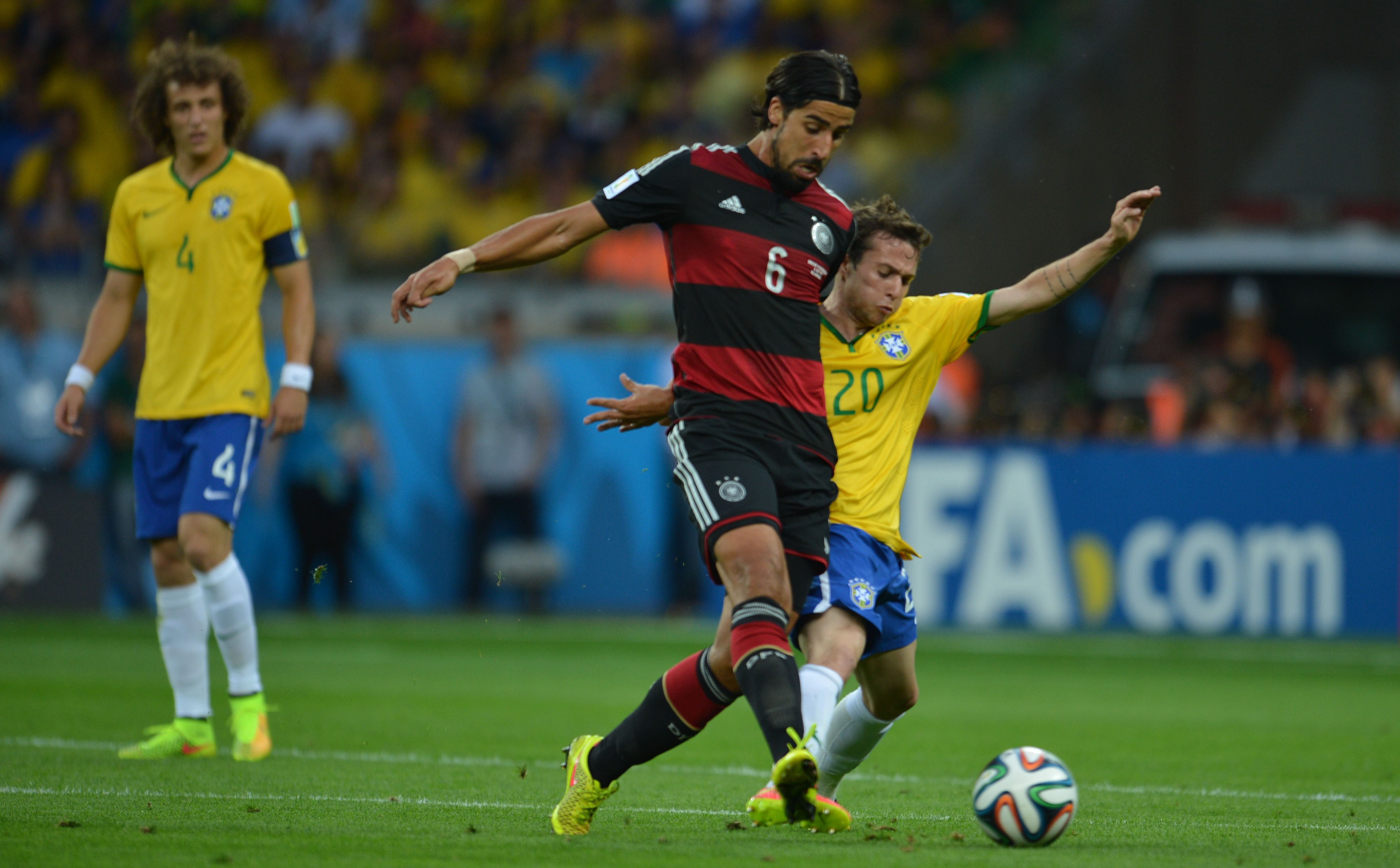
Szene aus dem spektakulären Halbfinalspiel Brasilien-Deutschland bei der WM 2014

Brasilien und Deutschland gehören zu den größten Fußballnationen der Erde. Zuletzt sorgte das Halbfinalspiel der WM 2014 in Brasilien für Emotionen, als die deutsche Auswahl die brasilianische Elf überraschend mit 7:1 besiegte und danach gegen den traditionellen brasilianischen Rivalen Argentinien Weltmeister wurde. Die deutliche Halbfinalniederlage gegen Deutschland wurde in Brasilien mit Ärger und Trauer, nicht aber mit Missgunst oder gar anti-deutschen Kommentaren aufgenommen.
Brasilianische Fußballspieler sind zahlreich auch in der deutschen Bundesliga vertreten. Als besonders beliebte Spieler galten beispielsweise Dedê, Júlio César und Amoroso bei Borussia Dortmund oder Giovane Élber und Zé Roberto beim FC Bayern München.
Der Fußballspieler Arthur Friedenreich (1892–1969) war der Enkel eines deutschen Emigranten aus dem brandenburgischen Dahme. Friedenreich gilt als weltweit erfolgreichster Torschütze aller Zeiten und als einer der besten Fußballer der brasilianischen Geschichte, gleichwohl er auf Grund seiner Hautfarbe Diskriminierungen erleiden musste.